# Jugulator
Jugulator (släppt 1997) är Judas Priests första skiva utan Rob Halford som sångare. Vid mikrofonen står nu i stället amerikanske Tim Owens som tog namnet "Ripper" från en Judas Priest-låt från Sad Wings of Destiny.

## Låtlista
1. Jugulator (5.50)
2. Blood Stained (5.26)
3. Dead Meat (4.43)
4. Death Row (5.04)
5. Decapitate (4.39)
6. Burn In Hell (6.41)
7. Brain Dead (5.23)
8. Abductors (5.49)
9. Bullet Train (5.10)
10. Cathedral Spires (9.17)